# Elusione fiscale
L'elusione fiscale è il comportamento messo in pratica dal contribuente che pone in essere un negozio giuridico o una concatenazione di atti giuridici di per sé leciti, al solo scopo di ridurre l'obbligazione tributaria. A differenza dell'evasione fiscale, l'elusione non è perseguibile penalmente ma può costituire solo un illecito amministrativo.
In Italia, in presenza di alcune precise circostanze, essa può incontrare lo sfavore della normativa speciale in materia fiscale.

## Storia ed evoluzione dell'abuso del diritto

### Premessa storica
L’ordinamento italiano è stato caratterizzato, sino alla fine degli anni ottanta, dall’assenza di una clausola antielusiva generale. Questa lacuna ha portato la dottrina a chiedersi se fosse opportuno utilizzare anche in materia tributaria, al fine di contrastare la condotta abusiva dell’elusione fiscale, le norme civilistiche, in particolare l’articolo 1344 del Codice Civile, rubricato “Contratto in frode alla legge”. Tale articolo recita: «Si reputa altresì illecita la causa quando il contratto costituisce il mezzo per eludere l'applicazione di una norma imperativa». Il dettato dell'articolo 1344 cc, concentrava l’attenzione sull’illiceità della causa, in seguito all’elusione di una norma imperativa, identificando l’elusione come il raggiro di una norma utilizzando strumenti conformi alla legge, ma in contrasto con la ratio della norma stessa. Contrariamente a tale interpretazione si è posta, nel 2001, la Corte di cassazione, che ha escluso l’illiceità del negozio giuridico derivante dal raggiro della norma, non riconoscendo, di conseguenza, alcun carattere imperativo alle norme fiscali. Inoltre, ha rifiutato l’applicazione degli artt. 1344 e 1418 c.c. e ha stabilito che non basti il carattere inderogabile di una norma, per essere qualificata come imperativa, ma necessiti di carattere proibitivo e di tutela di interessi generali posti al vertice della gerarchia dei valori tutelati dall'ordinamento giuridico italiano. Secondo la Corte, questi caratteri non possono essere ravvisati nelle norme tributarie, poiché queste ultime tutelano interessi pubblici settoriali e, in via generale, «non pongono divieti ma assumono un dato di fatto quale indice di capacità contributiva.».

### Articolo 10 Legge n. 408/1990
Una prima definizione, inerente al concetto di elusione, è stata introdotta dal legislatore tramite l’art. 10 della L. 408/1990, "Disposizioni tributarie in materia di rivalutazione di beni delle imprese e di smobilizzo di riserve e fondi in sospensione di imposta, nonché disposizioni di razionalizzazione e semplificazione. Deleghe al Governo per la revisione del trattamento tributario della famiglia e delle rendite finanziarie e per la revisione delle agevolazioni tributarie", sostituita nel 1997 dall’art 37 bis del precedente D.P.R. 600/1973, "Disposizioni comuni in materia di accertamento delle imposte sui redditi", rimasto in vigore fino alla successiva riforma del 2015. L’articolo 10 definiva elusive tutte le operazioni «poste in essere senza valide ragioni economiche allo scopo esclusivo di ottenere fraudolentemente un risparmio d'imposta». Per perfezionare la condotta elusiva era necessaria la presenza di natura fraudolenta, l'assenza di valide ragioni economiche e l'obbiettivo di ottenere un indebito risparmio d'imposta. Tale requisito di fraudolenza viene meno con la sostituzione dell’articolo 10 con l’articolo 37 bis, nel quale rimane, come elemento necessario per poter parlare di elusione, il requisito della mancata logica economica alla base del comportamento elusivo. Quindi, se da un lato scompare il riferimento alla fraudolenza, dall’altro, invece, viene richiesto che lo schema sia diretto ad «aggirare obblighi o divieti previsti dall’ordinamento tributario e ad ottenere riduzioni di imposte o rimborsi, altrimenti indebiti». Ciò risponde alla volontà di superare alcune perplessità sull'applicazione della fattispecie elusiva, in modo da circoscrivere al meglio il concetto di elusione. Infatti, proprio l’avverbio “fraudolentemente” era stato oggetto di disputa in quanto ritenuto «fonte di incertezza tra una concezione penalistica, sostanzialmente vanificatrice della norma, e diverse concezioni tributaristiche, su cui peraltro la norma non forniva sufficienti indicazioni».

### Giurisprudenza italiana
A partire dagli anni 2000, la materia si arricchisce di interventi e tentativi chiarificatori da parte della giurisprudenza di legittimità attraverso la funzione nomofilattica propria della Corte di Cassazione. Dapprima con due sentenze del 2005: l’una, n. 20398 del 21 ottobre 2005, in cui si obiettano operazioni di compravendita di titoli azionari, che consentivano alla società cedente di trasformare un dividendo imponibile in una plusvalenza esente, evitando quindi la tassazione tipica del dividendo e l’altra, n. 22932 del 14 novembre 2005, in cui si critica il meccanismo elusivo creatosi con le operazioni di costituzione o cessione di usufrutto su azioni, per sottrarsi al regime di tassazione sui dividendi, più oneroso per le società estere titolari delle azioni o di diritto di usufrutto sulle stesse. Successivamente con le tre sentenze gemelle, n. 30055, 30056 e 30057 del 2008, nelle quali la Corte stabilisce la regola della generale illiceità fiscale delle operazioni elusive, sulla base dei principi di capacità contributiva e di progressività fissati dalla Costituzione. Tuttavia, il dibattito intorno al concetto di elusione ed abuso del diritto, non era ancora definibile in maniera chiara ed univoca nel contenzioso tributario, nonostante le precedenti pronunce sia del legislatore sia della Corte di Cassazione. Si avvertiva sempre di più la necessità di un nuovo ed esaustivo intervento da parte del legislatore.
Si arriva, in seguito, all’intervento del legislatore attraverso la legge delega 11 marzo 2014 n.23, "Delega al Governo recante disposizioni per un sistema fiscale più equo, trasparente e orientato alla crescita", con cui si incarica il governo, nello specifico all’articolo 5, di inserire una definizione di condotta abusiva a carattere generale, per contrastare la conseguente elusione fiscale e l’abuso del diritto, tramite l'introduzione di una norma ad hoc.

### Riforma del 2015
Il Governo, attuando la legge delega del 2014 e recependo la segnalazione della Commissione europea n. 772 del 6 dicembre 2012 sulla pianificazione fiscale aggressiva, introduce il D.Lgs. 128/2015 intitolato “Disciplina dell’abuso del diritto o elusione fiscale” (divenuto poi l’articolo 10 bis con la L. 212/2000, Statuto dei diritti dei contribuenti). Con il D.lgs 128/2015, si era prevista l’applicazione dell’istituto dell'elusione in via generale a tutti i tributi senza alcuna limitazione, diversamente da quanto avveniva nella versione precedente. Il nuovo articolo 10 bis dello Statuto dei diritti del contribuente definisce dettagliatamente l’istituto dell'elusione, specificando che: «configurano abuso del diritto una o più operazioni prive di sostanza economica che, pur nel rispetto formale delle norme fiscali, realizzano essenzialmente vantaggi fiscali indebiti. [...] ] ». Inoltre, specifica che, per «operazioni prive di sostanza economica», si intendano «i fatti, gli atti e i contratti, anche tra loro collegati, inidonei a produrre effetti significativi diversi dai vantaggi fiscali», e che per «vantaggi fiscali indebiti» si intendono i benefici, anche non immediati, realizzati in contrasto con le finalità delle norme fiscali o con i principi dell’ordinamento tributario. Per completare la nuova definizione di elusione, il legislatore prevede, al terzo comma dell'articolo 10 bis, che non si considerino come abusive le operazioni giustificate da valide ragioni extrafiscali, le quali rispondono ad un miglioramento strutturale o funzionale dell’impresa, o dell’attività professionale. Dunque, alla luce dell'analisi normativa, con il termine di elusione fiscale si indica il comportamento di chi sfrutta, a proprio vantaggio, le lacune e i difetti dell’ordinamento italiano, in modo da ottenere indebiti vantaggi d’imposta, ponendosi così in contrasto con i principi fondamentali dell’ordinamento tributario.
La riforma del 2015 ha anche portato all’equiparazione delle condotte elusive e abusive, che invece prima erano considerate due fattispecie distinte. Infatti, il nuovo articolo 10 bis ha sancito l’irrilevanza penale di entrambe e ha superato così il dibattito giurisprudenziale precedente sulla rilevanza penale dell'abuso del diritto. Prima del 2015 si riteneva che fossero penalmente rilevanti soltanto i comportamenti elusivi e non quelli abusivi. Si trattava, però,  di una ricostruzione fondata su norme sì presenti nel nostro ordinamento, ma per fini diversi da quelli penali.
Dunque, da dopo l'intervento legislativo del 2015 è possibile dire che il rapporto tra l’ambito di applicazione dell’abuso del diritto in materia tributaria e l’intervento penale è di mutua esclusione. Significa, quindi, che se la condotta ha una qualche rilevanza penale, allora non può essere contestato l’abuso del diritto, il quale potrà essere punito solo con sanzioni amministrative (secondo quanto statuito dall'articolo 10 bis).
Il decreto legislativo 5 agosto 2015 n. 128 permette anche di superare l’indeterminatezza che aveva caratterizzato l’abuso del diritto fino alla riforma del 2015. Infatti, l’articolo 4 del decreto estende il nuovo abuso del diritto a tutta la materia tributaria con la sola esclusione dei reati doganali. Ciò diventa fondamentale dal momento che il campo applicativo del nuovo articolo 10 bis non è più limitato ad un elenco di operazioni tassativamente previste (come invece accadeva prima del 2015), elenco a cui era assegnata la funzione di riconciliare la categoria tributaria dell’elusione con il principio di determinatezza.
All’interno di questa stessa riforma si colloca anche il decreto legislativo 158/2015 che revisiona il sistema delle sanzioni penali ed amministrative per le violazioni della legge fiscale.  Esso si compone di tre titoli: il titolo I riguarda la revisione del sistema sanzionatorio penale tributario, il titolo II la revisione del sistema sanzionatorio amministrativo e il titolo III la decorrenza degli effetti, abrogazioni e disposizioni finanziarie.
Il titolo I interviene soprattutto sul d.lgs 74/2000 mettendo in luce l’intento depenalizzante del legislatore: da un lato vi è un innalzamento delle soglie di punibilità, dall’altro lato l’intervento è ben bilanciato dall’introduzione di norme che hanno inasprito alcune delle sanzioni penali.
Una delle conseguenze rilevanti del decreto è l’innalzamento delle soglie di punibilità. In particolare, tale modifica è stata applicata al reato di omesso versamento di ritenute certificate ex art. 10 bis d.lgs 74/2000: la soglia di punibilità è passata così da 50 000 euro a 150 000 euro per ciascun periodo di imposta.

## Normativa fiscale italiana
In Italia, l'elusione fiscale è stata a lungo regolata da una norma a vocazione generale, contenuta nell'art. 37-bis del D.P.R. n. 600/1973, introdotta nel 1997. Tale norma è stata abrogata dal D.Lgs. 5 agosto 2015, n. 128 (in G.U. 18/08/2015, n.190), e sostituita con l'art. 10-bis della legge 27 luglio 2000, n. 212 (Disposizioni in materia di statuto dei diritti del contribuente). Tale modifica ha mantenuto nella sostanza la norma precedente, ma ha anche sancito l'esclusione dalla legge penale dell'elusione fiscale.
Secondo la normativa italiana quindi, sono inopponibili all'amministrazione finanziaria gli atti, fatti e negozi, anche collegati tra di loro, che siano contemporaneamente: privi di valide ragioni economiche, diretti ad aggirare norme tributarie e volti a ottenere una riduzione del carico fiscale altrimenti indebita.
La fattispecie prevista da tale norma giuridica fa riferimento a un fenomeno che deve necessariamente e contestualmente contenere le seguenti tre componenti previste:
- l'assenza di valide ragioni economiche;
- l'aggiramento di obblighi e divieti previsti dall'ordinamento;
- il conseguimento di un risparmio fiscale altrimenti indebito.

Al verificarsi di tali condizioni, l'amministrazione finanziaria può disconoscere l'effetto fiscale riveniente da tali operazioni richiedendo al contribuente le maggiori imposte che avrebbe pagato compiendo l'operazione direttamente senza l'aggiramento elusivo.
L'amministrazione finanziaria, prima di emettere un avviso di accertamento al fine di applicare la fattispecie impositiva elusa, deve instaurare (a pena di nullità dell'atto impositivo) un contraddittorio con il contribuente, in modo tale che quest'ultimo possa fornire chiarimenti, sull'eventuale esistenza di valide ragioni economiche degli atti, fatti, negozi giuridici posti in essere, entro sessanta giorni dalla richiesta dell'amm. finanziaria. L'avviso di accertamento deve poi essere motivato tenendo conto anche delle spiegazioni fornite dal contribuente (art. 10-bis, commi 6, 7 e 8 della legge 27 luglio 2000, n. 212).
L'operazione viene riqualificata solo da un punto fiscale, mentre conserva però, tra le parti, la sua valenza contrattuale originaria.
Nell'esempio sopra riportato l'amministrazione finanziaria potrà applicare alla vendita delle azioni la stessa più elevata aliquota prevista per la vendita dell'immobile, ma tra le parti resta in essere l'operazione originaria di compravendita di azioni.

## Confine tra lecita pianificazione e abuso del diritto
Il vero e proprio raggiro delle norme tributarie compiuto dal contribuente in maniera volontaria e consapevole è un fenomeno da distinguere dalla semplice scelta, da parte del contribuente, di una via meno gravosa, ma totalmente lecita e consentita nell’ordinamento italiano. Optare per un minore sacrificio fiscale rappresenta, infatti, un vero e proprio diritto del soggetto passivo e, come tale, è pienamente consentito, ed è anche considerato uno strumento utile per raggiungere gli obiettivi proposti dall’ordinamento. Pertanto si distingue tra quella che è la pianificazione legittima, che si concretizza nella mera scelta di un regime fiscale più agevole e conveniente, dalla pianificazione illecita e ingannevole. Infatti, la pianificazione illecita ha come fine un risparmio d’imposta, che, però, non sarebbe stato ottenuto in assenza di un artifizio e proprio per questa ragione integra l’istituto dell’elusione. Quindi, non è la forma che produce il fenomeno abusivo, in quanto lecita e tutelata dall’ordinamento, bensì l’utilizzo scorretto che ne viene fatto.
I due concetti sono quindi distinguibili sulla base della loro liceità: l’uno (la lecita pianificazione) presenta connotati leciti e conformi alla legge, l’altro (l'elusione) invece, distorce in chiave scorretta e quindi illecita, tramite artifizi, quegli istituti apparentemente leciti.
La distinzione tra lecita pianificazione ed elusione, in realtà, non è esente da complicazioni, dal momento che spesso è incerto il confine che distingue una semplice scelta di un regime fiscale più agevole, da un vero e proprio artificio ideato per raggirare le norme tributarie. Per cercare di far fronte alla possibilità di confondere la lecita pianificazione con l'abuso del diritto, il legislatore del 2015 ha individuato tre elementi tipici dell’elusione, quali:
- l’uso falsato e scorretto di strumenti giuridici leciti
- il preordinamento dell'uso degli strumenti apparentemente leciti per ottenere vantaggi fiscali altrimenti non dovuti (presupposto soggettivo)
- l’assenza di logiche economiche extrafiscali poste a giustificazione dello scopo delle operazioni attuate dal contribuente[61].

## Legittimo risparmio di imposta
Si configura risparmio d’imposta quando il contribuente seleziona all’interno dell’ordinamento, e successivamente pone in essere, la condotta fiscalmente meno onerosa fra due percorsi negoziali fra loro alternativi ma equivalenti in termini di risultato giuridico economico. La scelta che porta il contribuente a ottenere un risparmio d'imposta è consentita nell'ordinamento italiano se le opzioni disponibili sono tutte previste dallo stesso.

### Dpr 600 del 1973
Questo istituto non è una novità nell’ordinamento italiano poiché era già contemplato nella “Relazione di accompagnamento all’introduzione dell’articolo 37 bis Decreto del presidente della Repubblica 29 settembre 1973, n. 600''. La relazione collega i vari criteri per valutare la legittimità del legittimo risparmio d’imposta che si configura come lecito se la normativa applicata dal contribuente è di pari grado rispetto alle altre normative che portano a uguali risultati; il criterio di valutazione inerente alla legittimità sarà il risultato ottenuto dalla scelta attuata dal contribuente, la quale non risulterà legittima se tale forma di risparmio fiscale non è prevista dall’ordinamento.

### Statuto del contribuente
L’istituto del legittimo risparmio d’imposta è stato poi inserito definitivamente nello Statuto del contribuente, precisamente all’articolo 10 bis che recita: "resta ferma la libertà di scelta del contribuente tra regimi opzionali differenti offerti dalla legge e tra operazioni comportanti un diverso carico fiscale". L’inserimento di questa disposizione tramite Decreto-legislativo 5 agosto 2015, n 128, in materia di ''Disposizioni sulla certezza del diritto nei rapporti tra fisco e contribuente'' fu reso necessario per delimitare in modo chiaro e preciso i concetti di Abuso del diritto, Evasione fiscale e legittimo risparmio d’imposta che fino a quel momento erano risultati soggetti a una interpretazione elastica da parte della giurisprudenza che non riusciva a delinearne con precisione i confini arrivando, talvolta, all’assorbimento di una delle fattispecie in un'altra. Con l’articolo 10 bis vi è l’introduzione di una norma positiva e oggettiva che, anche se caratterizzata da flessibilità, è destinata ad aiutare l’interprete nella distinzione fra le diverse fattispecie.
Il comma 4 e il comma 1 dell’art 10 bis dello Statuto del Contribuente consentono inoltre di collocare una linea di demarcazione che separa l’abuso del diritto dal legittimo risparmio d’imposta le cui definizioni erano prima incerte. Ciò porta a definire come abuso del diritto ogni operazione priva di sostanza economica posta in essere dal contribuente che, pur nel rispetto formale delle norme fiscali, realizzi vantaggi indebiti.

### Agenzia delle entrate
Anche l'Agenzia delle entrate ha riconosciuto la possibilità per il contribuente di ottenere un vantaggio fiscale qualificabile come legittimo risparmio d’imposta, un risultato che è stato raggiunto per mezzo di una circolare, la n.26/E del 2016, e due risoluzioni, la n.93/E e la n.101/E. Un esempio di risparmio d’imposta consentito dall'ordinamento, previsto dalla risoluzione n.101/E del 2016, si ha nel caso in cui una società che detenga beni che non rientrano nella trasformazione agevolata, prevista dalla Legge 28 dicembre 2015, n. 208, effettui prima una Scissione societaria parziale mantenendo in capo alla società scissa i beni non rientranti nell’agevolazione, e in un secondo momento provveda alla trasformazione in una Società semplice ottenendo così dei vantaggi fiscali. In particolare, la circolare numero 26/E del 2016 recita: "il cambiamento di destinazione d'uso, anche se effettuato in prossimità della data di assegnazione per acquisire lo status di bene agevolabile, è scelta preordinata all'esercizio di una facoltà prevista dal legislatore dalla quale origina un legittimo risparmio d'imposta non sindacabile".
Al contribuente, quindi, è riconosciuta largamente la possibilità di usufruire del risparmio d'imposta, senza però sfociare in vantaggi fiscali non consentiti ottenendo un lucro considerato rientrante nell’abuso del diritto (in riferimento: Legge 27 luglio 2000, n. 212, art. 10 bis comma 4, norma sull'abuso del diritto); il contribuente può usufruire solo di quegli strumenti messi a disposizione dallo stesso ordinamento che consentono di ottenere un onere tributario in versione ridotta.

## Casistica
Ad esempio, se le aliquote fiscali sulla vendita di un bene immobile sono del 35% e quelle sulla vendita di azioni del 20%, il possessore dell'immobile può conferirlo in una società per azioni al solo scopo di vendere poi le azioni della società proprietaria dell'immobile con fortissimo risparmio fiscale. Qui l'elusione sta nell'utilizzazione dello strumento società per azioni non per svolgere un'attività d'impresa, ma solo per trasferire la proprietà sostanziale dell'immobile, infatti in questo caso l'acquirente delle azioni in realtà ha acquistato l'immobile, ma in questo modo il venditore ha beneficiato di un'aliquota impositiva fortemente ridotta.
Un'altra possibilità è quella di operare non come lavoratore autonomo "semplice" ma attraverso una società (unipersonale o a socio unico). L'imposizione fiscale e contributiva risulta così abbastanza agevolata e le possibilità di detrazione e deduzione di costi molto maggiori. Inoltre, vi sono altri vantaggi (redditometro, ganasce fiscali, multe per i veicoli intestati, la non proprietà (personale) degli immobili acquisti, ecc.). Tutto ciò è perfettamente legale e, comunque, occorre considerare i maggiori oneri di gestione di una società (seppur minimale) al posto di una mera partita iva individuale.
Le forme di elusione, specie nel campo delle imprese per non parlare dei gruppi, sono molte, alcune assai "tecniche" e quindi di difficile comprensione per i non addetti (ad esempio: l'imputazione delle rimanenze di magazzino, la patrimonializzazione delle spese, l'"interpretazione" delle immobilizzazioni, l'utilizzo di sedi o controllate estere, l'utilizzo della forma cooperativa, ecc.) in continua "evoluzione": pertanto, risulta complesso elencarle tutte

## Prassi elusiva all'interno delle multinazionali
La fattispecie elusiva è assai frequente, tanto da diventare in alcuni casi specifici la prassi. All’interno di questo trend si possono trovare, in prima posizione, le multinazionali e i cosiddetti tax ruling, definiti dal Tribunale Fiscale «un’approvazione anticipata da parte dell’autorità fiscale competente di un trattamento proposto dal contribuente in riferimento a un’operazione prevista per l’avvenire». Sono, dunque, accordi tra governo-impresa che possono essere sfruttati a vantaggio di entrambe le parti e a scapito sia della libera concorrenza, sia delle imprese di minor dimensione e fatturato. Gli Stati offrono quindi aliquote fiscali e gradi di tassazione notevolmente inferiori rispetto ai regimi presenti negli altri ordinamenti, in modo da attirare così le multinazionali. In questo modo nascono i c.d. “paradisi fiscali”, paesi a fiscalità agevolata, in cui i gradi di tassazione sono pressappoco nulli.

### Panorama europeo: caso LuxLeaks e conseguenze
Anche sul territorio europeo, a partire dalla fine degli anni novanta, si diffonde la prassi per cui alcuni Stati stipulano accordi di favore discreti, al fine di assicurare un trattamento privilegiato alle imprese che collochino la propria sede in quello Stato. Viene menzionato a questo proposito il caso LuxLeaks, inchiesta giornalistica condotta da un gruppo di ottanta giornalisti appartenenti a circa trenta paesi diversi, che ha smascherato l’abuso di numerose agevolazioni concesse dal governo del Lussemburgo (da cui deriva il nome LuxLeaks), per il periodo tra il 2003 e il 2011. Gli accordi si rivolgevano ad oltre trecentocinquanta imprese, tra cui figuravano anche Amazon, Apple, Starbucks, Pepsi, Volkswagen e Fiat, ma anche Unicredit, Intesa San Paolo e via discorrendo. In questo modo, le multinazionali hanno potuto compiere movimenti strategici attraverso lo spostamento di sedi e profitti, beneficiando di notevoli risparmi d’imposta indebiti. Uno studio reso pubblico dal Parlamento europeo ha calcolato, tramite una stima, che il valore di entrata evaso ogni anno dalle multinazionali con sede europea ammonti a circa 160-190 miliardi di euro. Proprio in seguito a tale studio, la Commissione europea ha elaborato la direttiva anti-elusione n.6661/2017, successivamente approvata dal Parlamento, ed entrata definitivamente in vigore nel maggio 2017. All'interno di questa direttiva antielusiva si vieta espressamente agli Stati di contrarre accordi finalizzati all’ottenimento di vantaggi fiscali per le imprese, senza che vi sia alcuna valida ragione commerciale.

### Caso Apple
Un caso esemplificativo della prassi elusiva nelle multinazionali è il cosiddetto caso Apple, che vede coinvolta la multinazionale statunitense, considerata una delle società tecnologiche Big Tech. All'esito di una indagine della Commissione europea, Margrethe Vestager annuncia durante una conferenza in tema di aiuti di stato: "I benefici fiscali di Apple in Irlanda sono illegali. Ora Apple deve restituire i benefici per un valore di 13 miliardi di euro più gli interessi". La Commissione europea nel 2016 ordina a Apple quindi di pagare allo Stato Irlandese tredici miliardi di imposte non pagate per il periodo dal 2004 al 2014. All'esito di un accordo di cost sharing del 1980 con la società controllante americana Apple Inc. vengono create due società sussidiarie di diritto Irlandese, la Apple Sales International (ASI) e la Apple Operation Europe (AOE), le quali producono e vendono prodotti Apple al di fuori di Nord e Sud America in cambio di pagamenti dalla Apple Inc. Tali società godevano di regimi fiscali vantaggiosi grazie all'accordo firmato con l’azienda madre, che prevedeva il pagamento del 60% dei costi di ricerca e sviluppo. L’artificio sottostante l'accordo consisteva nello sfruttare la mancata tassabilità delle due società sussidiarie sia per il Fisco americano, siccome le società erano registrate in Irlanda, sia per il Fisco irlandese, in quanto l’amministrazione era gestita dalla California. Secondo le norme irlandesi, la residenza fiscale dipende dal luogo in cui avvengono le riunioni del consiglio di amministrazione e quindi ove si svolga la sua attività amministrativa. Inoltre, le sussidiarie irlandesi maturavano diritti di proprietà intellettuale nei confronti dei prodotti Apple. Grazie al cost sharing agreement, i profitti derivanti dalle vendite in store nei paesi dell'Unione europea, venivano automaticamente segnati a Dublino per poi essere sottoposti a tassazione d’impresa soltanto in minima parte, attribuendone la maggior parte ad una sede centrale priva, in realtà, di residenza fiscale. Questo artifizio di elusione fiscale si basava sul sistema conosciuto come Double Irish che dal 2004 al 2014 Apple ha utilizzato per proteggere dalla imposizione fiscale 110,8 miliardi di euro di profitti non statunitensi. A questo sistema però si deve aggiungere che nel 1991 e nel 2007 sono stati emessi dalle autorità fiscali irlandesi due tax rulings, grazie ai quali di fatti i profitti derivanti dalle vendite in Europa, Africa, India e Medioriente venissero imputate ad ASI e AOE per esser poi trasferiti a una "sede centrale" senza residenza fiscale. Si tratta di sentenze private date solo ad Apple che quindi vengono additate dalla Commissione di essere aiuti di stato irlandesi e quindi illegali ai sensi dell'art 107 del Trattato sul Funzionamento dell'Unione Europea. Questo macchinoso intervento ha fatto sì che la tassazione sugli utili passasse dall’1% del 2003 allo 0,005% del 2014. La Commissione lamentava quindi il fatto che tali profitti avrebbero dovuto esser sottoposti a imposizione secondo il regime ordinario Irlandese, il quale prevede una aliquota ordinaria al 12,5%. In seguito alla decisione della Commissione, nel settembre 2016 lo Stato irlandese ottiene la maggioranza nel Dáil Éireann per rifiutare il pagamento delle imposte arretrate da parte della big tech di Cupertino. Queste ultime ammonterebbero a 20 miliardi di euro aggiungendo al computo del totale anche l'ammontare delle sanzioni relative. Nel novembre del 2016 il governo irlandese ha presentato ricorso formale contro la decisione della Commissione sostenendo di non aver violato alcuna legislazione fiscale irlandese e denunciando l'azione della Commissione come una intrusione nella sovranità irlandese. La politica fiscale nazionale è infatti materia esclusa dai trattati dell'Unione Europea. Nel luglio del 2020 il Tribunale dell’Unione Europea dichiara illegale la decisione fiscale della Commissione Europea. La Commissione secondo il ragionamento del Tribunale sarebbe stata mancante nel dare prova del fatto che il regime fiscale riservata alla Apple Sales International e alla Apple Operation Europe fosse una deroga alla previsione legislativa ordinaria irlandese in materia tributaria. Il Tribunale liquida così la Commissione, la quale non contenta dell'esito decide di proporre impugnazione avverso tale sentenza alla Corte di Giustizia, che con ordinanza del 3 dicembre 2020 dichiara l'impugnazione non ammissibile.

## Dividend washing
Il dividend washing è una operazione di “arbitraggio fiscale consistente nel realizzo di minusvalenze deducibili a fronte di dividendi esclusi dalla base imponibile”. Le società A e C effettuano conferimenti in misura equivalente in una società D, la quale chiude il primo esercizio fiscale con un utile. La società decide di dividere parte di questo utile in misura equivalente tra A e C. La società A, in prossimità della data di stacco dei dividendi, cede le proprie partecipazioni, comprese degli utili conseguiti, a una terza società B. Infine, la società B cede nuovamente le partecipazioni appena acquistate alla società A, senza però i dividendi, dunque ad un prezzo inferiore rispetto a quello della precedente cessione. In un primo momento, dunque, la società A realizza una plusvalenza, poiché alle quote cedute si somma il valore dei dividendi. In un secondo momento invece, la società B realizza una minusvalenza pari al valore dei dividendi.
La ratio dell'operazione è ridurre il carico impositivo: il dividendo non concorre alla formazione del reddito imponibile per il 95% del suo ammontare (in caso di soggetto IRES), mentre la minusvalenza realizzata a seguito della cessione delle partecipazioni è, in assenza di correttivi, interamente deducibile.

### Evoluzione nella Giurisprudenza italiana

#### Le prime posizioni della Giurisprudenza: le sentenze Cass. n. 3979 del 3 aprile 2000 e n. 3345 del 7 marzo 2002.
Il SECIT (Servizio Centrale degli Ispettori Tributari) considerava dubbia la natura di queste operazioni, poiché le riteneva riconducibili alle operazioni di interposizione fittizia a causa di molti elementi quali: la brevità dell’intervallo fra le due vendite, la percezione del dividendo da parte della società in tale breve intervallo di tempo, l’incarico dato ad un intermediario per la vendita e per il successivo riacquisto, la totale assenza di apprezzabili ragioni economiche. La Corte di cassazione, con le sentenze n. 3979 del 3 aprile 2000 e n. 3345 del 7 marzo 2002, sanciva la liceità, sotto il profilo del diritto tributario, di queste operazioni. La sentenza n. 3979 del 3 aprile 2000 stabiliva che l’articolo 37 comma 3 del DPR 29 settembre 1973 n.600 in materia di "Disposizioni comuni in materia di accertamento delle imposte sui redditi", fosse applicabile solo ai casi di interposizione fittizia e cioè simulata, nel possesso del reddito. Dunque, questa norma non poteva essere applicata nel caso in cui si fosse verificato un effettivo trasferimento della fonte produttiva del reddito, come accadeva nelle operazioni di dividend washing (dove si verifica un’interposizione non fittizia, bensì reale). Questa operazione non poteva essere nulla per devianza della causa (ex articolo 1344 c.c.), anche qualora la stessa fosse stata realizzata con l’unica finalità di conseguire un risparmio sulle imposte dirette. Affinché si configurasse una violazione di legge, e dunque una operazione nulla ex articolo 1344 c.c., era necessaria la violazione di una specifica norma antielusiva, mancante nel caso concreto.
La sentenza n. 3345 del 7 marzo 2002, insisteva ulteriormente riguardo alla liceità delle operazioni di dividend washing sotto un ulteriore profilo, cioè l’inapplicabilità dell’articolo 6.2 del Decreto del Presidente della Repubblica 22 dicembre 1986 n. 917 "Approvazione del testo unico delle imposte sui redditi".

#### Le sentenze n. 20398 del 21 ottobre 2005 e la n. 22932 del 14 novembre 2005: il cambio di rotta della Giurisprudenza in materia.
La sentenza n.20398 del 21 ottobre 2005 ha sancito un netto cambio di orientamento in materia. La Corte di Cassazione, nella vicenda in questione, ha sancito la nullità delle operazioni di dividend washing, basando la propria decisione sul fatto che nessuna delle parti conseguiva alcun vantaggio economico da queste operazioni. Secondo la Corte, non era rilevante l'identificazione dell’operazione come interposizione fittizia o simulazione oggettiva, ma era sempre rilevabile in questi casi un “difetto di causa che origina ai sensi degli articoli 1418, comma 2, e 1325, n. 2, codice civile, la nullità dei contratti collegati (tipici) di acquisto e rivendita di azioni” dal momento che da questi contratti i singoli contraenti non raggiungono alcun vantaggio economico, escluso il risparmio fiscale. Questi contratti, dunque, sono a tutti gli effetti da considerare nulli per difetto di causa.
Un'altra importante sentenza è la n.22932 del 2005. Oltre a sancire l’illiceità di un'altra categoria di operazioni, quelle cosiddette di “dividend stripping”, la Corte ha ammesso anche la rilevabilità d’ufficio della nullità degli schemi negoziali posti in essere dal contribuente: Nonostante il giudice in ambito tributario abbia possibilità di accertamento ridotte alle deduzioni delle parti, se il ricorrente sostenesse l’esistenza di un contratto, il giudice potrebbe accertarne la nullità in ogni stato e grado del procedimento.

#### Gli ultimi interventi della Cassazione: la sentenza n. 30055 del 2 dicembre 2008 e il generale principio antielusivo.
Con la sentenza n.30055 del 2008 la Corte di Cassazione aderiva all’orientamento della giurisprudenza riguardo all’esistenza di un generale principio antielusivo, rilevabile all'interno degli stessi principi costituzionali. In particolare, si fa riferimento ai principi di capacità contributiva e di progressività dell’imposizione. Deve, sostiene la Corte, ritenersi insito nel nostro ordinamento il principio secondo cui <<il contribuente non può trarre indebiti vantaggi fiscali dall'utilizzo distorto, pur se non contrastante con alcuna specifica disposizione, di strumenti giuridici idonei ad ottenere un risparmio fiscale, in difetto di ragioni economicamente apprezzabili che giustifichino l'operazione, diverse dalla mera aspettativa di quel risparmio fiscale>> . Se, inoltre, tali operazioni fossero considerate lecite, si andrebbe incontro a una palese violazione del principio di uguaglianza. Questo principio generale antielusivo, ripreso anche in altre sentenze della Cassazione stessa, è volto a contrastare le pratiche consistenti in abuso del diritto, secondo il quale <<non è lecito utilizzare abusivamente, e cioè per un fine diverso da quello per il quale sono state create, norme fiscali (lato sensu) di favore, essendo d'altro canto, nel caso di specie, in re ipsa la elusività dell'operazione>>

## Sanzioni
La rilevanza penale e amministrativa, in tema di elusione, è una questione piuttosto controversa nell’ordinamento italiano, in quanto è stata oggetto di numerosi interventi da parte della giurisprudenza. I giudici ritenevano che le condotte elusive non integrassero una sanzione penale e, in particolare, i reati tributari previsti dal D.Lgs. 74/2000.
Conseguentemente, la Cassazione, in alcune sentenze del 2010 e del 2011, ha affermato che le condotte configurabili come elusive potessero costituire reato di dichiarazione infedele (previsto all’articolo 4 del D.lgs. 74/2000) e di omessa dichiarazione (contenuto all'articolo 5 del D.lgs. 74/2000).
L'elusione ex articolo 37-bis D.P.R. 600/1973 poteva essere sanzionata sia amministrativamente sia penalmente (si veda Cass. pen., 28 febbraio 2012, n. 7739 leading case D&G, la quale rappresenta un unicum in quanto attribuisce rilevanza penale ad una fattispecie non prevista dall’ordinamento come tale, non riscontrando riferimento normativo penale).
Con la riforma del 2015, il legislatore ha avvertito la necessità di intervenire in tema delle sanzioni delle condotte abusive, stabilendo che questi comportamenti <<non danno luogo a fatti punibili ai sensi delle leggi penali tributarie>>, mantenendo, invece, l’applicazione delle eventuali sanzioni amministrative.
L'elusione fiscale non può essere rilevante penalmente poiché la disciplina non è caratterizzata dalla tassatività, principio fondamentale per il diritto penale. L'esclusione della sanzionabilità penale e la conferma di quella amministrativa, sono giustificate dal fatto che le condotte elusive realizzano risultati indesiderati per l'ordinamento fiscale.

### Pubblicazioni
- E. Bagarotto, La disciplina in materia di controlled foreign companies alla luce delle modifiche apportate dalla legge di stabilità 2016 e nell'attesa dell'attuazione della "direttiva antibeps, in Dir. e Prat. Trib., vol. 3, 954 (commento alla normativa).
- M. Basilavecchia, Quando l'elusione costituisce reato, nota a Cass. sez. II pen. 28 febbraio 2012, n. 7739, in Rivista di giurisprudenza tributaria, fasciscolo 5, 2012, pp. 385-388.
- M. Beghin, La clausola generale antiabuso tra certezza e profili sanzionatori, in Fisco, vol. 23, 2207 (commento alla normativa), 2015
- A. Bell, Giovanni Falsitta e Alfio Valsecchi, La linea di confine fra elusione fiscale e reati tributario, in Diritto Penale e Uomo, Fascicolo 7-8/2019, n. 42.
- M. Boccaccio, Caso Apple e dintorni, in Mercato Concorrenza Regole, n. 3, 2018, pp. 419–440, DOI:10.1434/93171
- M. Bosi, The Criminal Significance of The Abuse of Rights, in Diritto penale e processo oggi.
- V. De Carolis, L'onere della prova del vantaggio selettivo ex art 107 TFUE in materia di ruling fiscale, in Corriere Giur., n. 1, 2021, p. 72.
- F. Dezzani e L.Dezzani, Disegno di legge finanziaria 2006: Stop al dividend washing, in Fisco, 2005, 40 - parte 1, 6234 (commento alla normativa)
- B. Ferroni, Gli strumenti ibridi nel BEPS e nella direttiva UE antielusione, in Fisco, vol. 35, 3357 (commento alla normativa), 2018.
- V. Ficari, Clausola generali antielusiva, art 53 della costituzione e regole giurisprudenziali, in Rass. Tributaria, vol. 2, 390 (commento alla normativa), 2009.
- G. Fransoni, Appunti su abuso di diritto e "valide ragioni economiche", in Rass. Tributaria, vol. 4, 932 (commento alla normativa), 2010.
- M.C.Galizia, M.Cabra, M.Williams, E.Diaz-Struck, D.Reuter, C.S.Gallego, Luxembourg Leaks Database, in The International Consortium of Investigative Journalists. November 2014.
- F. Gallo, Elusione, risparmio d' imposta e frode alla legge, [s.n.], OCLC 848475327
- T. Gasparri, UE platform: prospettive di lotta all'evasione fiscale e rischi di ritorno alle doppie imposizioni, in Fisco, vol. 30, 2946 (commento alla normativa), 2014.
- T. Giacometti, La problematica distinzione tra evasione, elusione fiscale e abuso del diritto, in Riv. it. dir. e proc. pen., 2013, pp. 468 ss.
- M. Grandinetti, Gli accordi preventivi per le imprese con attività internazionale, in Rass. Tributaria, vol. 3, 660 (commento alla normativa), 2017.
- G. Ingrao, L'evoluzione dell'abuso del diritto in materia tributaria: un approdo con più luci che ombre, in Dir. e Prat. Trib., vol. 4, 2016, p. 1433.
- M. Leo, Le imposte sui redditi nel testo unico, p. 11, ISBN 978-88-288-1632-4, OCLC 1164767936
- R. Lunelli, Dividend washing e dividend stripping nella Giurisprudenza della corte di Cassazione: Tra validità, nullità radicale, invalidità relativa ed Inopponibilità, alcune riflessioni sulla “specialità” delle regole tributarie, in Fisco 2006, 25 - parte 1, 3810 (nota a sentenza).
- E. Manzon, Note a margine del fallimento del primo vero tentativo di codificazione in materia di abuso del diritto/elusione fiscale, in Corriere Giur,, vol. 2, 225 (commento alla normativa), 2013.
- D. Majorana, Concorrenza fiscale e aiuti di stato: gli effetti della sentenza Apple, in Fisco, 42, 4052, 2020.
- A. Marcheselli, Elusione, buona fede e principi del diritto punitivo, in Rassegna Tributaria, vol. 2, n. 401, 2009
- G. Marino, Il tax whistleblowing: dal contrasto all'evasione fiscale nazionale alla prevenzione della pianificazione fiscale aggressiva, in Diritto e Pratica Tributaria, 4, 1347, 2020.
- G. Napolitano, Abuso del diritto ed elusione. Unificati in un unico concetto, in Fisco Oggi, la rivista online dell'Agenzia delle Entrate, 7 Settembre 2015.
- G. Palumbo, L'elusione fiscale: la pianificazione fiscale, tra legittimo risparmio d'imposta, elusione ed evasione: operazioni legittime o elusive: definizione, confini, diritti e doveri del contribuente: nuovo TUIR e disposizioni fiscali di derivazione internazionale dalla thin capitalization alla participation exemption, Esselibri, 2006, ISBN 88-513-0381-9, OCLC 876547091
- M. Procopio, L'irrisolto problema dell'elusione fiscale e la necessità di un intervento del legislatore, in Dir. e Prat. Trib., vol. 2, 10357 (nota a sentenza), 2009.
- L. Roccatagliata, Il nuovo sistema sanzionatorio dei reati tributari, in Giurisprudenza penale, 2015.
- B. Romano, Abuso del diritto e diritto penale: un pericoloso ossimoro, in Riv. Cass. Pen., 2020
- N. Rovai, Abuso del diritto ed elusione fiscale, in Il Merito, 25 ottobre 2017
- P.M. Tabellini, L'elusione fiscale, Giuffrè, 1988, pp. 19–20, ISBN 88-14-01802-2, OCLC 799188425
- F. Trivisano, La disciplina fiscale dei costi black-list ai fini delle imposte dirette, in Fisco, 4 - part 1, 533 (commento alla normativa), 2012.
- G. Vanz, L'elusione fiscale tra forma giuridica e sostanza economica, in Rassegna Tributaria, vol. 5, 1606 (commento alla normativa), 2002
- S.Vorpe, Lo scambio spontaneo di informazioni sui ruling fiscali, Analisi del Piano di azione 5 del BEPS ed emetti per la Svizzera, in: RtiD I-2016, p. 529 ss., p. 537
- E. Zanetti, Manuale delle operazioni straordinarie: cessioni e conferimenti d'azienda, fusioni e scissioni societarie, trasformazioni, 4. ed, Eutekne, 2018, ISBN 978-88-99128 23-4, OCLC 1085592453

### Fonti normative
- Decreto del Presidente della Repubblica del 29/09/1973 n. 600 - Disposizioni comuni in materia di accertamento delle imposte sui redditi.Statuto del contribuente
- Legge 27 luglio 2000, n. 212 - Disposizioni in materia di statuto dei diritti del contribuente.
- Decreto-legislativo 5 agosto 2015, n 128 - Disposizioni sulla certezza del diritto nei rapporti tra fisco e contribuente, in attuazione degli articoli 5, 6 e 8, comma 2, della legge 11 marzo 2014, n. 23
- Legge 28 dicembre 2015, n. 208 - Disposizioni per la formazione del bilancio annuale e pluriennale dello Stato (legge di stabilita' 2016)
- Circolare n.26/E del 2016 - Disciplina dell’assegnazione e cessione di beni ai soci, della trasformazione in società semplice e dell’estromissione dei beni dell’imprenditore individuale.
- Risoluzione n.101/E del 2016 - Interpello articolo 11, comma 1, lett.c), legge 27 luglio 2000, n. 212 - Scissione e conseguente trasformazione della sola beneficiaria in società semplice avvalendosi della disposizione agevolativa. Art. 1, commi 115-120, della legge 28 dicembre 2015, n. 208.